# آگوستین فونتانا
آگوستین فونتانا (انگلیسی: Agustín Fontana؛ زادهٔ ۱۱ ژوئن ۱۹۹۶) بازیکن فوتبال اهل آرژانتین است.
از باشگاه‌هایی که در آن بازی کرده است می‌توان به باشگاه فوتبال ریور پلاته اشاره کرد.